# Pore
Pore es un municipio colombiano del departamento de Casanare. Se sitúa a 71 kilómetros de Yopal, la capital del departamento, y a 436 kilómetros de Bogotá. En el 2004, Pore fue declarada patrimonio histórico y cultural de la nación, reconocido por las cárceles amuralladas construidas por la corona española. Hace parte de la Red de pueblos patrimonios de Colombia.

## Historia
Pore fue fundado el 5 de noviembre de 1644 por Adriano Vargas y Francisco Enciso. En ese mismo siglo, los jesuitas lograron la organización de sólidas haciendas que enfocadas en la producción de ganado ofrecieron a la región gran desarrollo económico, situación que aunada a las relaciones comerciales que mantenía con Venezuela y Tunja, además de las particulares condiciones del proceso de la independencia nacional, condujo a que se le asignara el título de capital de la provincia de Nueva Granada en 1818.
Pore fue también el escenario en donde se encontraron las tropas de Bolívar con las de Santander para dirigirse hacia el puente de Boyacá, donde se logró el triunfo en la batalla decisiva por la libertad.
Mediante la Ley 936 del 30 de diciembre de 2004 se declaró patrimonio histórico y cultural de la nación.

## Turismo
En el casco urbano están las Trincheras de Corosopando, que se pueden contemplar en verano (de diciembre a marzo). Algunas calles y casas conservan el aspecto, restaurado por los pobladores, que es posible haya tenido la localidad durante el siglo XIX. También quedan algunos vestigios de las cárceles españolas que se ubicaban en el marco de la plaza principal, conocida como Parque Santander.

## Geografía
La topografía del municipio de Pore varía de moderadamente escarpada en los sectores de mayor pendiente a ligeramente plana en los sectores más planos. Encontrando cerros como: Cerro de Zamaricote, Cerro de los Curos, filo el Verde y Loma El tablón. Cuenta con dos cuencas hidrográficas: La cuenca del Guachiria corresponde al sector nororiental del municipio de Pore. La corriente principal es el río Guachiria que nace en la estrella hídrica del cerro Zamaricote, y desemboca en el río Meta, y otros afluentes como las quebradas los Curos y Guafalita, La Colorada, San Rafael. Y la cuenca del Pauto – Guanapalo, dentro de la cual podemos señalar las corrientes del río Pore, río Curama, y las quebradas La Jase y La Sequi.
Límites del municipio: Por el Norte limita con el municipio de Paz de Ariporo siendo el rio guachiria el límite natural; al sur con el municipio de Nunchia, y San Luis de Palenque; por el occidente con el municipio de Támara y por el oriente con los municipios de Trinidad y San Luis de Palenque.
Extensión área urbana: 1.088 km²
Altitud de la cabecera municipal (metros sobre el nivel del mar):  250 m.s.n.m
Distancia de referencia:  71 km a Yopal y a 436 km de Bogotá, por la vía marginal del llano.

## División Político-Administrativa

### Cabecera municipal
La Cabecera municipal se encuentra dividida en los siguientes barrios: 
La Esperanza, La Libertad, Libertadores, Panorama, Simón Bolívar, Centauros, Alcaraván, Porvenir, Urbanización Siglo XXI, Urbanización Villa Clarita, Urbanización San Jorge, Urbanización Ciudadela San José, Urbanización Villa Rivera.

### Centros poblados
Pore tiene bajo su jurisdicción los centros poblados:
- El Banco
- La Plata

#### Veredas
El municipio tiene constituido las siguientes veredas: Matalarga, Miralindo, Curama Alta, Curama Baja, El Garzón, Brisas del Pauto, Agualinda, San Isidro, El Verde, Guanabanas, Vijagual, Bocas de Pore, Altamira, Cafifíes, Curímina, Guachiría, Regaliito, El Retiro, La Jasé, La Macolla, La Mapora, Tasajeras, Los Alpes, La Sequi, San Rafael y Ramón Nonato.

## Hidrografía
El río Pauto se encuentra a 13 km de Pore. Nace en la Sierra Nevada del Cocuy, en el aldo oriental de la Cordillera Oriental, y sirve de límite entre los municipios de Nunchía, Pore, San Luis de Palenque, Trinidad y Támara. El cauce del río es utilizado principalmente para alimentar los canales de riego de los cultivos de arroz del municipio. Desemboca en el río Meta. Este río es navegable desde la vereda La Plata hasta las Bocas del Pauto, en un tramo de aproximadamente 132 km.
El municipio de Pore se ubica en la vertiente del río Meta, parte alta de la cuenca del río Pauto, a la red hidrográfica del municipio de Pore, pertenecen los ríos Pore, Curama y Guachiría que desciende de la Cordillera Oriental y nacen en el Cerro de Zamaricote a 1000 ms.n.m.

## Ecología
La región presenta una temperatura promedio de 27 °C, debido a la topografía que presenta el Municipio, esta temperatura en las veredas de la zona alta llega a 18 °C y en las zonas de llanura llega a 30 °C. La humedad relativa se encuentra en valores de 85 a 60% dependiendo de la época del año siendo el promedio 75% por lo cual se clasifica como área cálida semi húmeda. El Municipio se ubica en la vertiente del rio Meta, parte alta de la cuenca del río Pauto.
El Municipio cuenta con una reserva natural protectora y de manejo especial. El Cerro ZAMARICOTE, de aproximadamente 8600 hectáreas considerada área de infiltración en la que nacen corrientes importantes para los municipios de Pore, Támara y Paz de Ariporo siendo considerado un reconocido ecosistema en la región por su importancia estratégica dada la oferta de bienes y servicios ambientales que presta.
La biodiversidad presente en el Municipio se basa en la presencia de bosques, sabanas, morichales, esteros, fauna y flora   destacándose especies como el venado, la lapa, el picure, cachicamo, cajuche, tigrillo, gavilán, samuro, chiguire y muchas otras especies que conforma este hermoso ecosistema..

## Economía
El desarrollo de la economía Poreña se ha fundamentado en la producción agropecuaria, con un desarrollo del sector agrícola tradicional en cultivos como el plátano, la yuca y el maíz y adelantos en cultivos comerciales especialmente el arroz, que ha incursionado en la economía de la localidad con algunos avances técnicos significativos como la creación de canales de riego y el manejo tecnificado de los terrenos; sin embargo el desarrollo económico del municipio se ha sustentado en la ganadería bovina, especialmente en la actividad de cría y levante en la zona de sabana y la actividad de ceba de animales machos y hembras de desecho en la zona de pie de monte y en la zona de vega de los ríos.
El sector secundario y de servicios al igual que el sector financiero muestra el comportamiento típico de una economía extractiva y por lo tanto un tamaño muy pequeño pero que sirve de apoyo a las actividades económicas existentes. El tamaño de economías más fuerte establecidas a corta distancia como Yopal y Paz de Ariporo ofrecen los servicios que requiere el sector productivo de Pore. El municipio de Pore actualmente no percibe regalías por concepto de municipio productor, para la vigencia de 2004 recibió la suma $480.551.698 correspondió al 0.114% de las regalías departamentales, para la vigencia de 2.005 a pesar de un aumento del 22.03% a nivel departamental, recibió tan solo $111.280.674, correspondiendo al 0.022% de las regalías departamentales.

## Eventos y festividades
- Fiestas de San José de Pore: Fiestas patronales públicas que se realizan en la tercera semana de marzo.
- Festival del plátano: Organizado por la Comunidad Colegio Antonio Nariño de la vereda La Plata. Se realizan presentación artística de música llanera, coleo y presentación de productos agrícolas. Se realiza en noviembre.

## Símbolos
Escudo:
De forma tradicional en la heráldica Española seis (6) tantos de alto por cinco (5) tantos de ancho, acantonado.
En el cantón diestro del Jefe, en el campo paisajista, a diestra en palo una espiga de arroz y una herramienta de labranza; a siniestra en palo una hoja de plátano y una herramienta de labranza; en eje de cantón una cabeza de toro y a fondo un sol naciente sobre un lomerio en faja de tercio superior; todas las figuras dibujas en natural.
En el cantón siniestro del Jefe, en campo de bandera de CASANARE, a diestra en palo arqueado una cadena en oro y sable, rota a mitad y a fondo las ruinas de una fortaleza.
En el cantón diestro de la punta, en campo de azur, un pergamino en banda; a diestra una pluma arqueada en pala, dibujada al natural con el estilete hacia la parte inferior y a siniestra media guirnalda de laurel en sinople y oro.
En el cantón siniestro de la punta, en campo de oro, un centauro en silueta natural, mirando al cantón de la diestra, portando una lanza llanera armada en banda.
Divisa en gules, sobre el Jefe del Escudo, con las palabras en sable: "Pore. Valor, Libertad y Trabajo".
SIGNIFICADO LAS MUESTRAS AGROPECUARIAS:   Son representación, del pasado y presente, de la economía promisoria de Pore y del llano en general, como considerando que serán, acertadamente el vivero de la Colombia futura.
LAS HERRAMIENTAS:   Símbolo del espíritu trabajador y esforzado del llanero en todo su contexto antropológico y del Poreño en particular.
EL SOL NACIENTE:   Símbolo en el esplendor de una tierra siempre abierta para propios y extraños, de confines inmensos con horizontes en permanente claridad.
LA BANDERA DE CASANARE:   Representa la integración territorial y la comunión de intereses en la individualidad geográfica y en unidad espacial Casanareña.
EL PERGAMINO:   Símbolo heráldico de los documentos y de la historia de un pueblo, y en la esencia de Pore consagración de toda su proyección histórica en el ámbito nacional.
LA PLUMA:   Representación de la inteligencia y la cultura, y de las inquietudes intelectuales que con sus escritos forjan el numen de la grandeza de una raza y la nobleza de una estirpe.
LA GUIRNALDA DE LAUREL:   Símbolo de la gloria y la alegoría de la libertad.
EL CAMPO DE ORO:   Por heráldica significa: Juicio, Madurez, Riqueza y generosidad, por alegoría del escudo la unidad indisoluble de las gentes y su espacio territorial.
EL CENTAURO:   Símbolo imperecedero de la gesta libertadora y consagración de la nacionalidad conquistada con heroísmo en el pantano de Vargas por los invencibles llaneros "Centauros indomables". Alegoría de la vigilancia permanente de lo conquistado, majestad de lo que se posee y bravura en la defensa del terruño y de las libertades pregonadas por las generaciones Poreñas.
LA CINTA ONDEANTE EN GULES:   Heráldicamente encierra los significados de la fortaleza, la victoria y la osadía.
LA DIVISA EN SABLE:   Lema consagratorio de Pore en trilogía de expresiones del sentimiento, las virtudes del pueblo soporte del escudo y de las perdurables cualidades que lo engrandecen.
Autor: Carlos Cuervo Escobar.
Bandera:
SIGNIFICADO LA PUERTA DE LA MURALLA : Es la representación del imperio Español que marcó el poderío de sus tropas en la época de la colonización
EL CENTAURO : Representa la valentía de sus guerreros que lucharon en la gesta libertadora. COLOR VERDE El color verde significa la inmensidad de sus llanuras y su riqueza natural.